# Дімітрі Лавале
Дімітрі Лавале (фр. Dimitri Lavalée, нар. 13 січня 1997, Сумань) — бельгійський футболіст, захисник австрійського клубу «Штурм» (Грац). Виступав також за низку бельгійських і закордонних клубів. Володар Кубка Австрії та дворазовий чемпіон Австрії.

## Ігрова кар'єра
Дімітрі Лавале народився 1997 року в місті Сумань, та є вихованцем футбольної школи клубу «Стандард» (Льєж). У 2018 році керівництво льєзького клубу віддало гравця в річну оренду до нідерландського клубу МВВ, після якої Лавале до 2020 року грав у основному складі клубу «Стандард».
У 2020 році футболіст перейшов до складу німецького клубу «Майнц 05», проте в основному складі команди так і не зіграв, і спочатку грав за другу команду клубу, а в 2021—2022 роках грав у оренді в бельгійському клубі «Сент-Трюйден».
У 2022 році Дімітрі Лавале став гравцем бельгійського клубу «Мехелен», у складі якого грав до 2023 року. З 2023 року бельгійський захисник грає у складі австрійського клубу «Штурм» (Грац). У складі команди футболіст став володарем Кубка Австрії та дворазовим чемпіоном Австрії.

## Титули і досягнення
- Володар Кубка Австрії (1):

«Штурм» (Грац): 2023–2024
- Чемпіон Австрії (2):

«Штурм» (Грац): 2023–2024, 2024–2025